# اعتراض ۲۰۲۰–۲۰۲۱ کشاورزان هندی
اعتراض ۲۰۲۰–۲۰۲۱ کشاورزان هندی، اعتراض مداوم به سه مصوبه زراعی بود که در سپتامبر ۲۰۲۰ توسط مجلس هند تصویب شد.
این اقدامات توسط بسیاری از اتحادیه‌های کشاورزی در هند به عنوان «قوانینی علیه کشاورزان» توصیف شده است.
سیاستمداران مخالف نیز می‌گویند که این کار کشاورزان را در «برده شرکت‌ها» خواهد کرد.
با این وجود، دولت اظهار داشت که آنها تلاش خواهد کرد کشاورزان مستقیماً محصولات خود را به خریداران بزرگ بفروشند و اظهار داشت که این اعتراضات براساس اطلاعات غلط است.
اتحادیه‌ها کشاورزی اعتراضات محلی را از پنجاب، آغاز کردند. پس از دو ماه اعتراض، اتحادیه‌های کشاورزان - به ویژه در پنجاب، راجستان و هاریانا - جنبشی را به نام Dilhi Chalo (ترجمه: بیایید به دهلی برویم) آغاز کردند.
در این اقدام ده هزار کشاورز هندی شروع به حرکت به سمت دهلی کردند.
دولت هند به پلیس و نیروی انتظامی ایالت‌های مختلف دستور داد تا با استفاده از توپ‌های آبی، باتوم و گاز اشک آور به اتحادیه‌های کشاورزان حمله کنند تا از ورود اتحادیه‌های کشاورزان به هاریانا و سپس دهلی جلوگیری شود. در ۲۶ نوامبر اعتصاب عمومی سراسری که تقریباً ۲۵۰ میلیون نفر در آن شرکت داشتند در حمایت از اتحادیه‌های کشاورزان برگزار شد. در تاریخ ۳۰ دسامبر، دولت هند با دو مورد از خواسته‌های کشاورزان موافقت کرد به غیر از قوانین جدید ضد آلودگی هوا. تا ۴ ژانویه ۲۰۲۱، هفت دور گفتگو بین دولت و کشاورزان (به نمایندگی از اتحادیه‌های کشاورزان) انجام شده است.
با اینکه که بخشی از اتحادیه‌های کشاورزان به تظاهرات دست زده بودند، دولت هند مدعی شد که برخی اتحادیه‌ها از «قوانین مزرعه» حمایت کرده‌اند. در اواسط دسامبر، دادگاه عالی هند بخشی از دادخواست‌هایی را دریافت کرده بود که خواستار رفع محاصره معترضان در اطراف دهلی شده بودند. کشاورزان گفته‌اند که اگر از جانب دادگاه‌ها گفته شود که عقب‌نشینی کنند، گوش نخواهند داد. همچنین رهبران آنها نیزگفته اند که باقی ماندن در اجرای «قوانین مزرعه» یک راه حل نیست.
دادگاه عالی هند در ژانویه ۲۰۲۱ اجرای «قوانین مزرعه» را متوقف نمود. رهبران کشاورزان از دستور توقف که در حال اجرا است استقبال کردند.یک کمیته از طرف دیوان عالی هند، گزارش محرمانه خود را به دادگاه ارائه کرده است. شش دولت ایالتی شامل: کرالا، پنجاب، چتیسگر، راجستان، دهلی و بنگال غربی، قطعنامه‌هایی را علیه «قوانین مزرعه» تصویب کردند، سه ایالت پنجاب، چاتیسگر و راجستان ولوایح متقابلی را نیز به مجامع ایالتی خود ارائه دادند. اما هیچ‌یک از این قوانین متقابل ایالتی به تصویب نرسید.
در ۲۶ ژانویه ۲۰۲۱، روز جمهوری هند، ده‌ها هزار کشاورز با کاروان بزرگی از تراکتورها رژه رفتند و وارد دهلی شدند. معترضان از مسیرهایی که توسط پلیس دهلی از قبل تعیین شده بود، منحرف شدند که منجر به خشونت و درگیری با پلیس گردید. بعداً معترضان به قلعه سرخ رسیده و پرچم‌های اتحادیه کشاورزان و بیرقهای مذهبی را بر بالای برج قلعه سرخ نصب کردند.
در ۱۹ نوامبر ۲۰۲۱ دولت محلی تصمیم به لغو لوایح ارائه شده ایالتی گرفت و سپس هر دو مجلس در تاریخ ۲۹ نوامبر لایحه «قوانین مزرعه» را تصویب کردند. پس از اعلام لغو «قوانین مزرعه»، اتحادیه‌های کشاورزان به تقاضای حداقل قیمت‌های حمایت‌کننده ادامه دادند و هدف دولت را از دو برابر کردن درآمد کشاورزان تا سال ۲۰۲۲ یادآوری کردند.

## پیشینه
در سال ۲۰۱۷، دولت مرکزی قانون مدل‌های کاری کشاورزی را منتشر کرد. با این حال، پس از یک دوره زمانی، مشخص شد که تعدادی از اصلاحات پیشنهادی توسط ایالات انجام نشده است.کمیته ای متشکل از هفت وزیر ارشد در ژوئیه ۲۰۱۹ برای بحث در مورد اجرا تشکیل شد. بر این اساس، دولت مرکزی هند سه مصوبه (یا قانون موقت) را در هفته اول ژوئن سال ۲۰۲۰ ابلاغ کرد که مربوط به محصولات کشاورزی، فروش آنها، احتکار، بازاریابی کشاورزی و… از جمله موارد دیگر بود.
این قوانین در مجلش هند به رای گذاشته شد و با توجه به مخالفت‌های سر سخت اقلیت تصویب شد و رئیس‌جمهور هند با امضای لوایح در ۲۸ سپتامبر این قوانین را اجرای کرد.
این سه قانون عبارت است از
- قانون ترویج و تسهیل تجارت محصولات کشاورزی
- قانون قیمت‌گذاری خدمات کشاورزی
- اصلاحیه قانون کالاهای اساسی

## نگارخانه

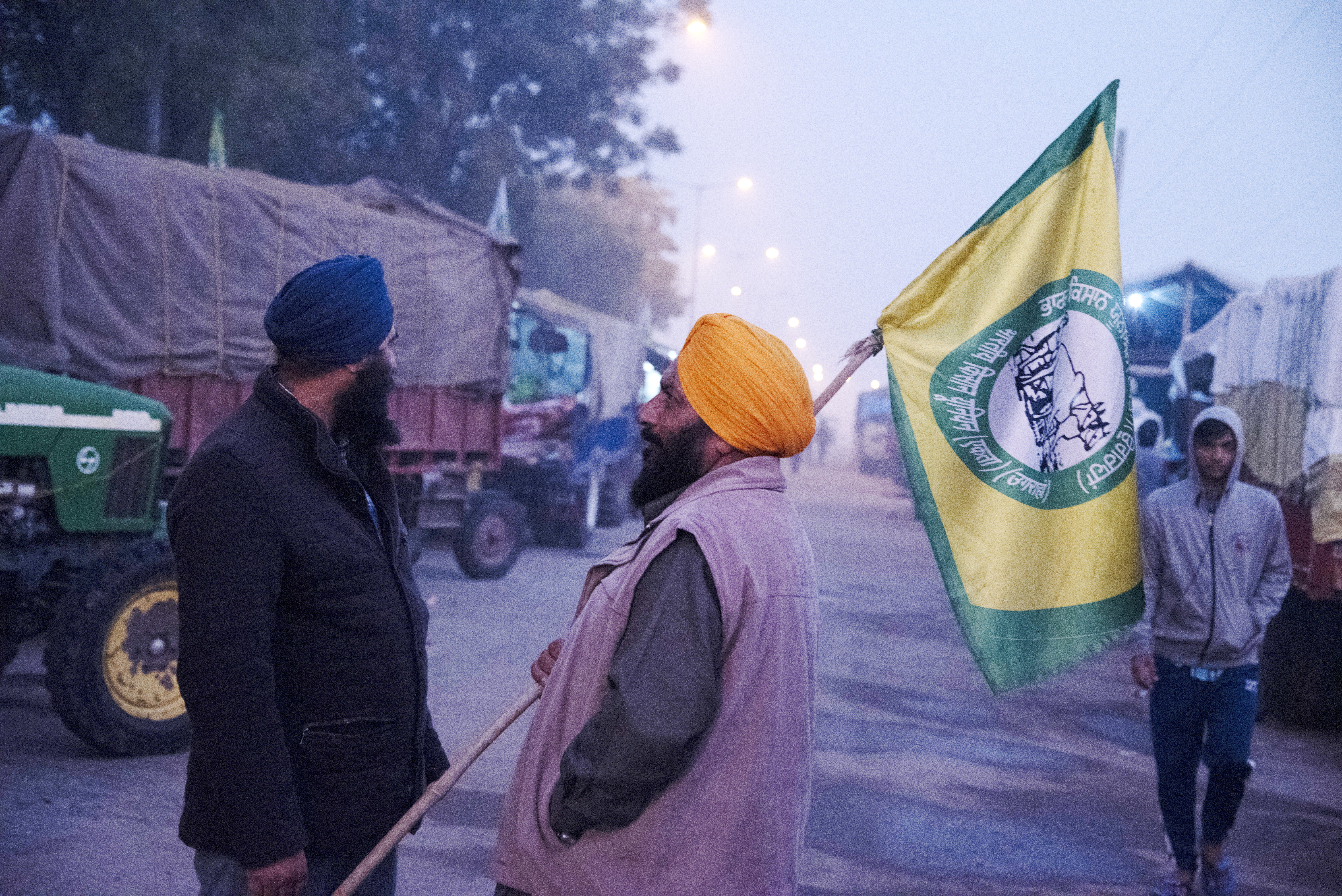
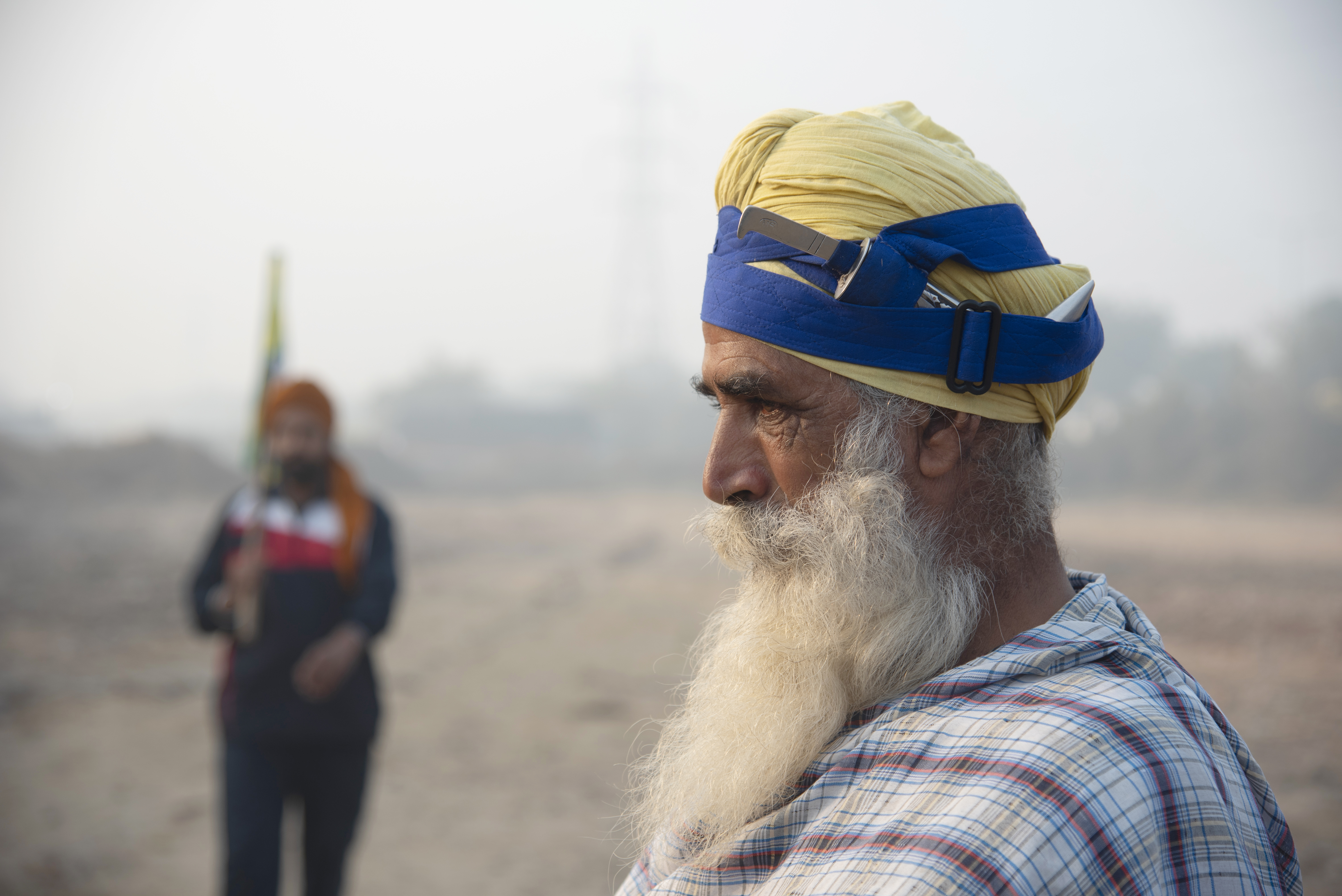
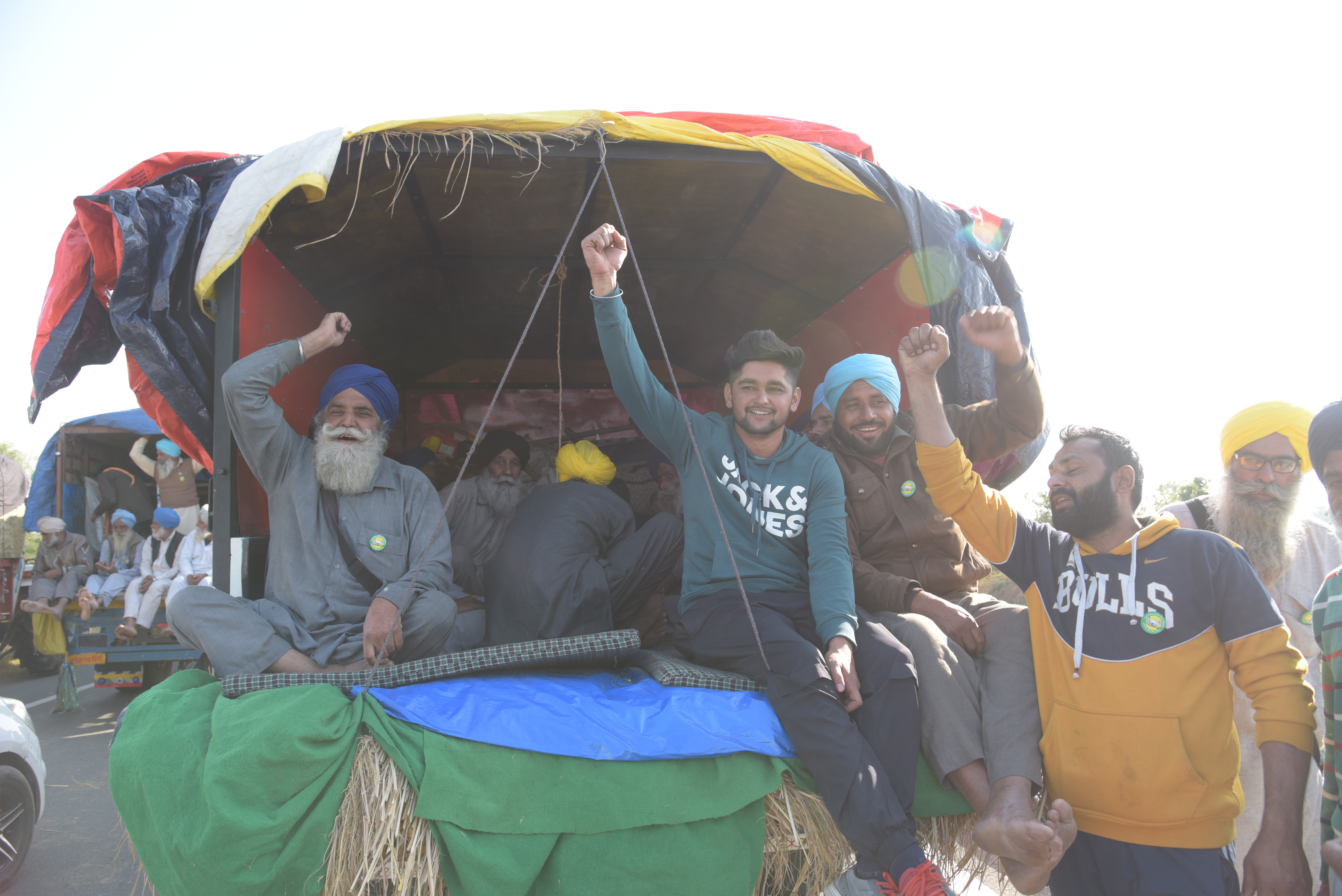
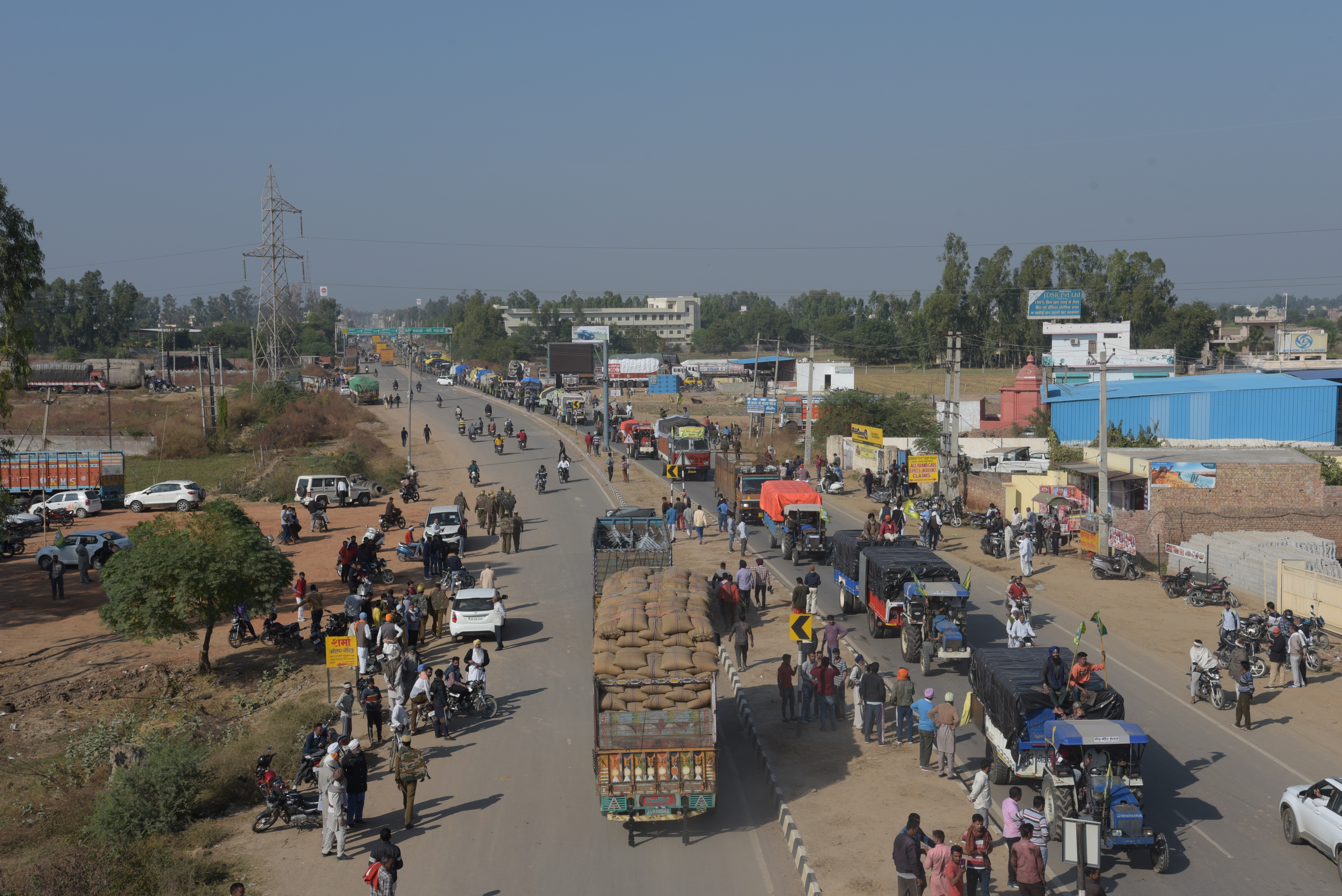
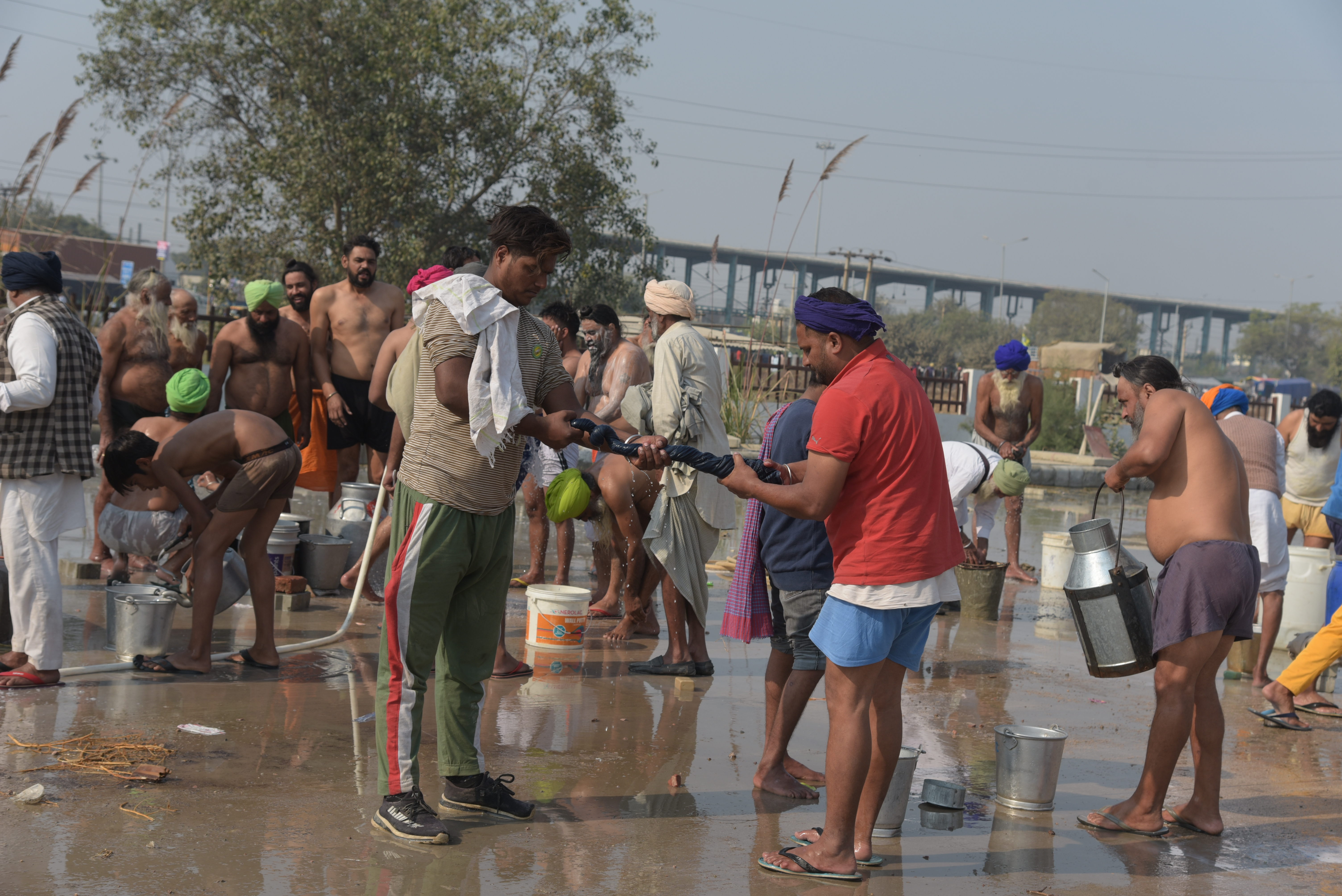
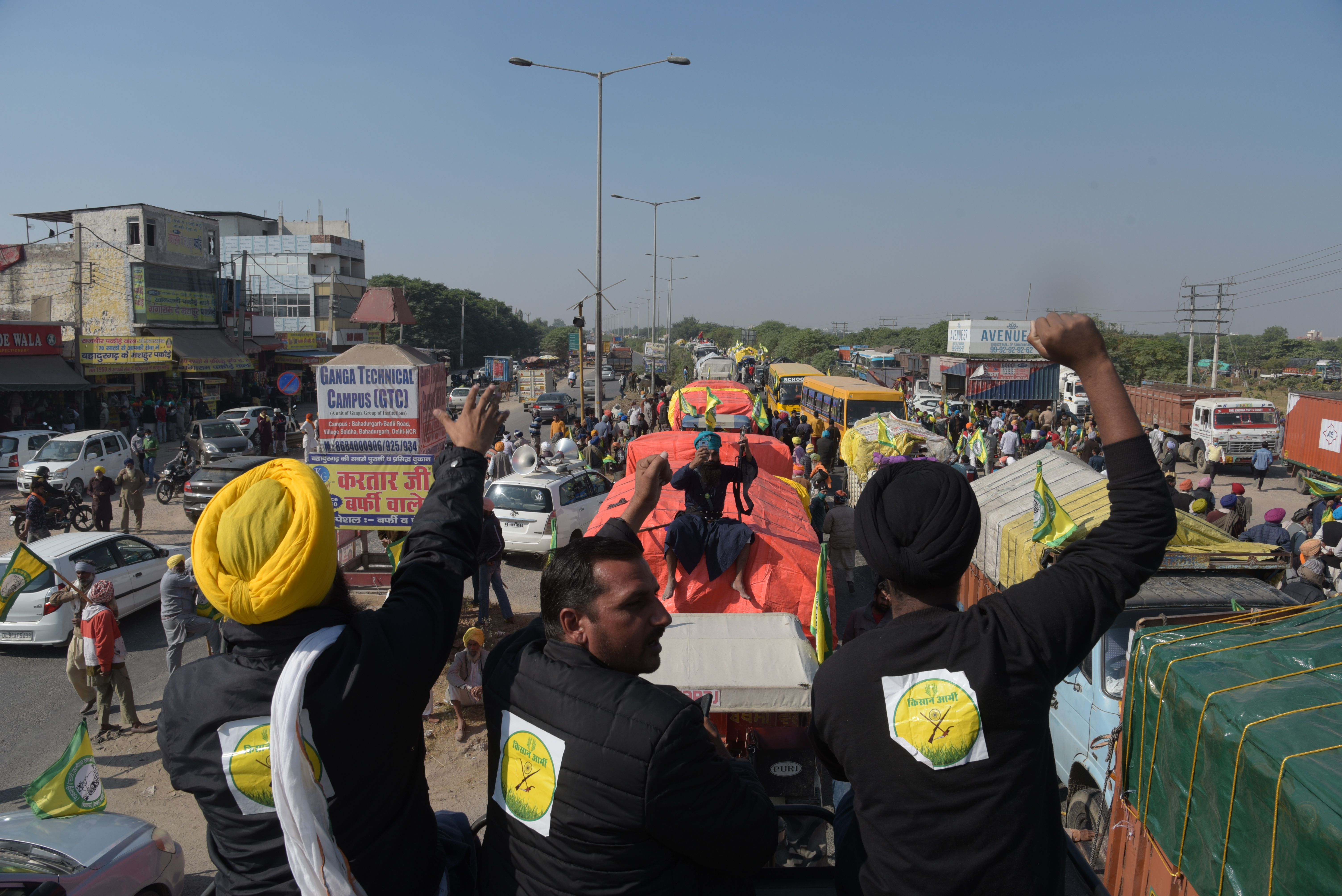
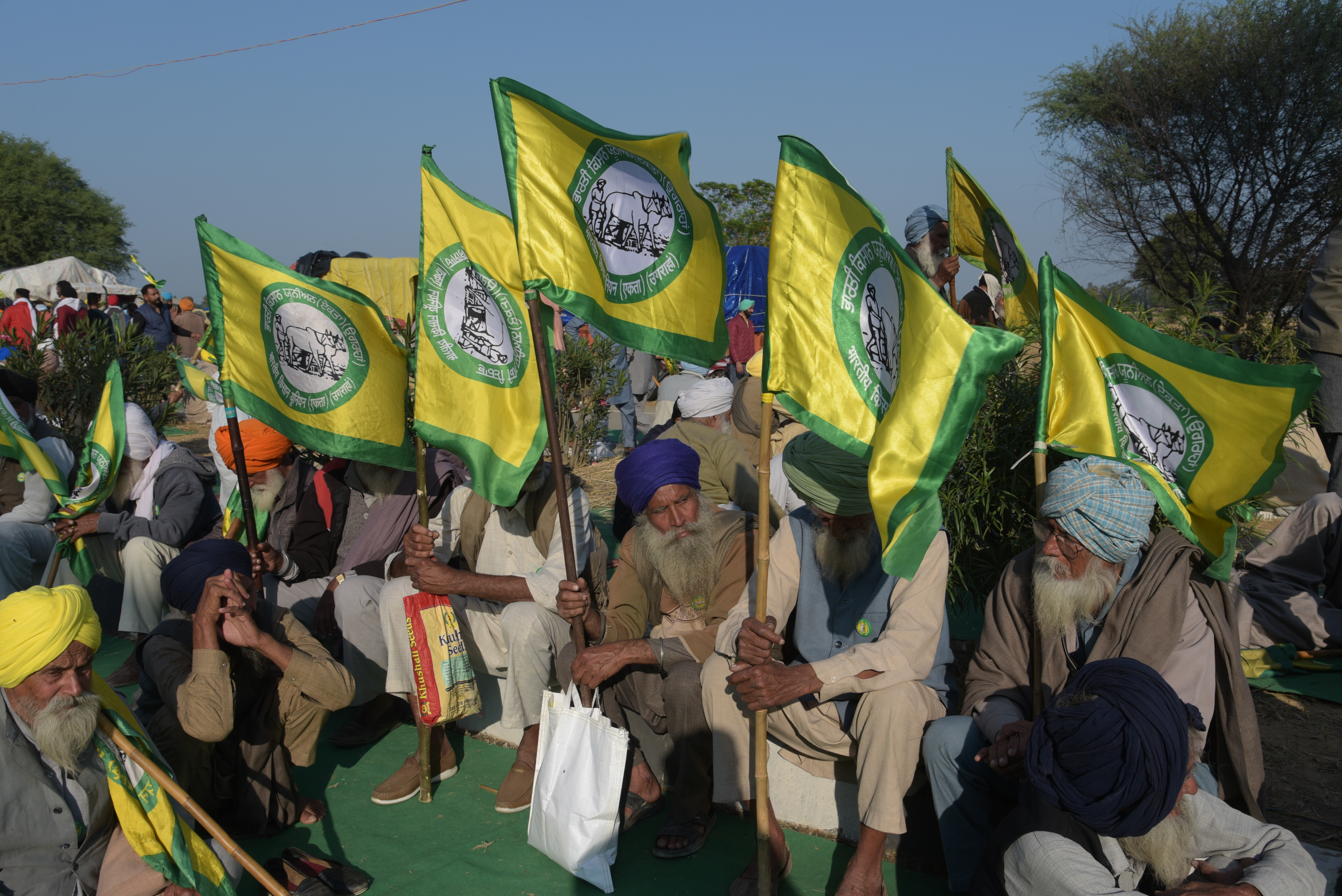
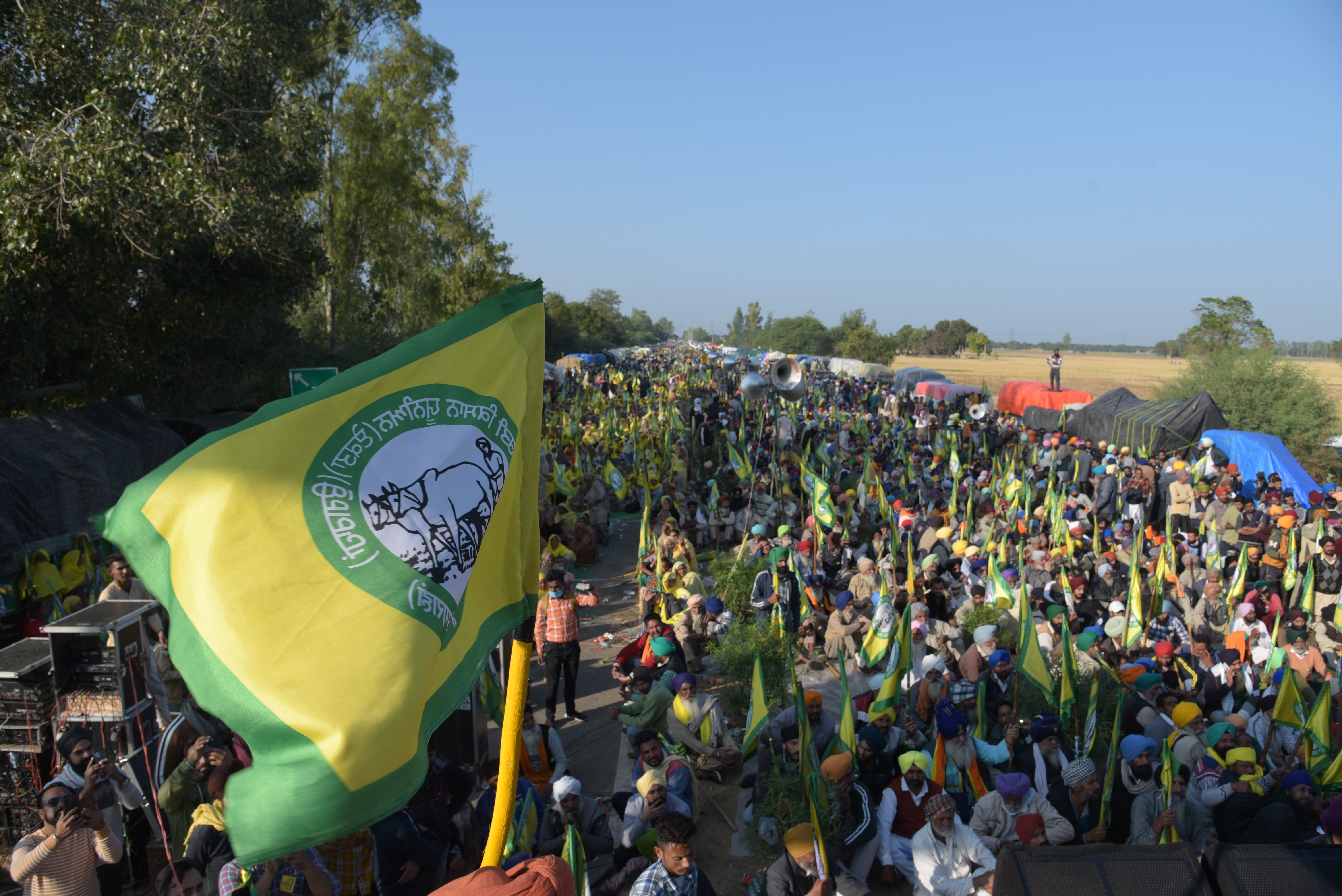
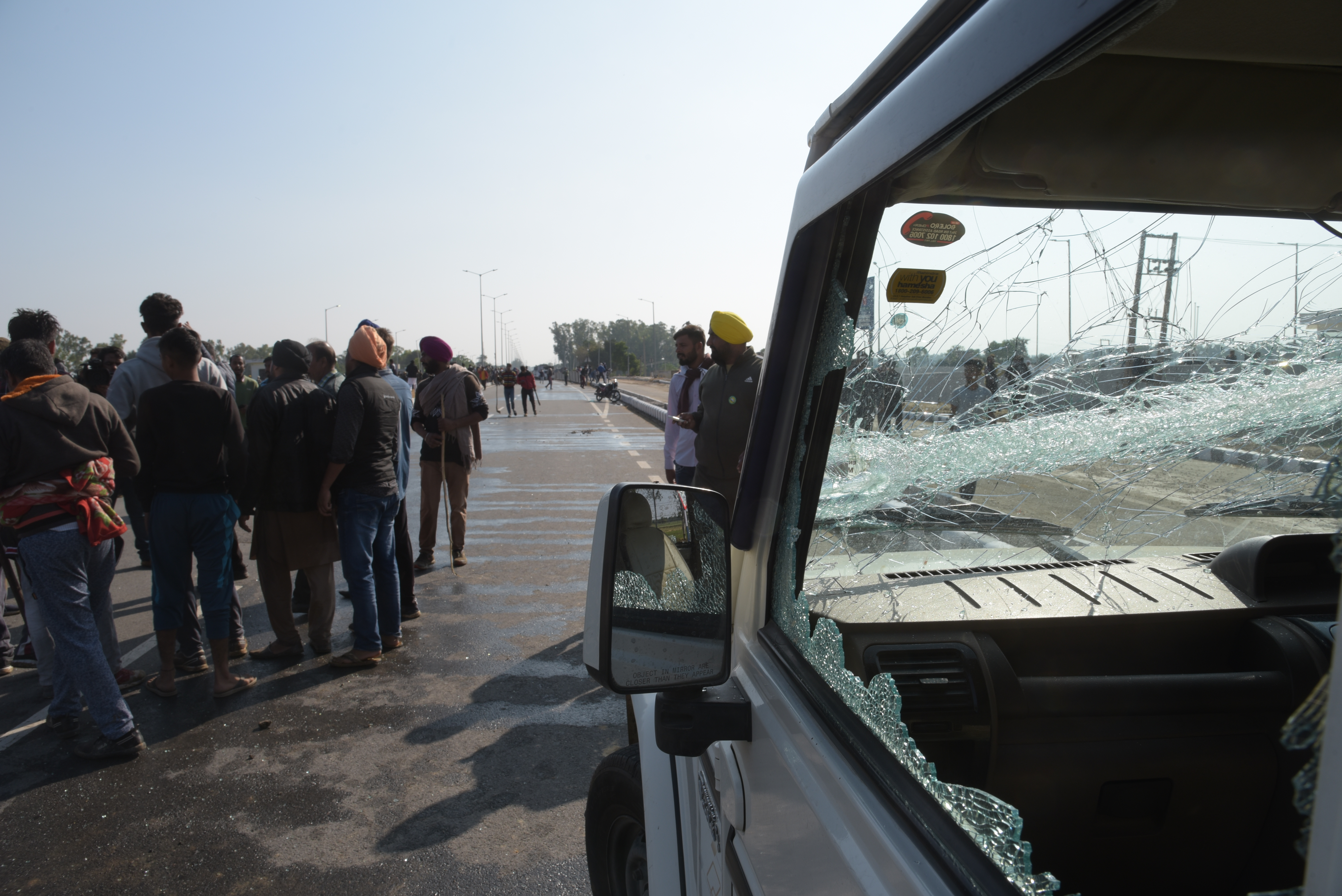
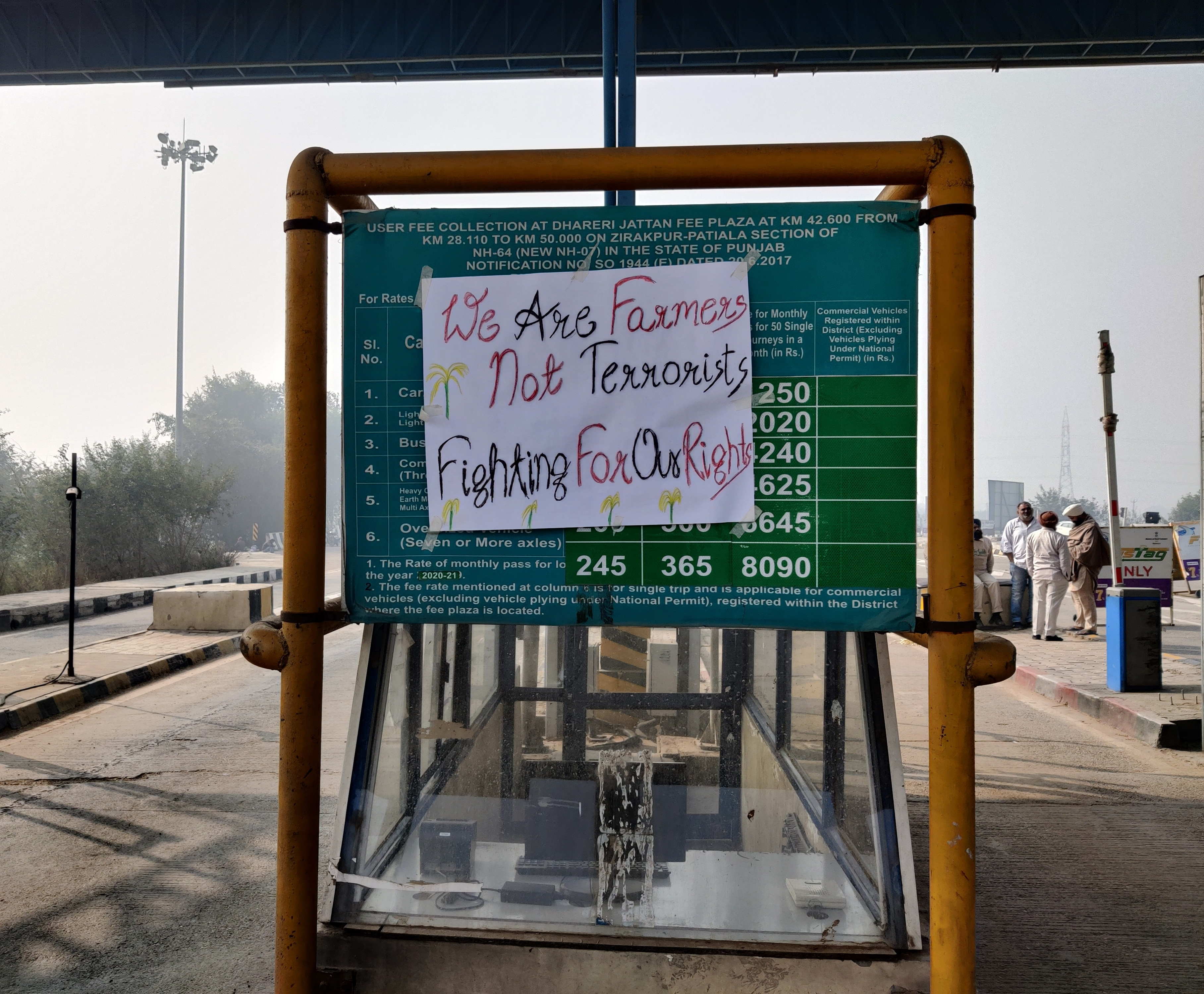
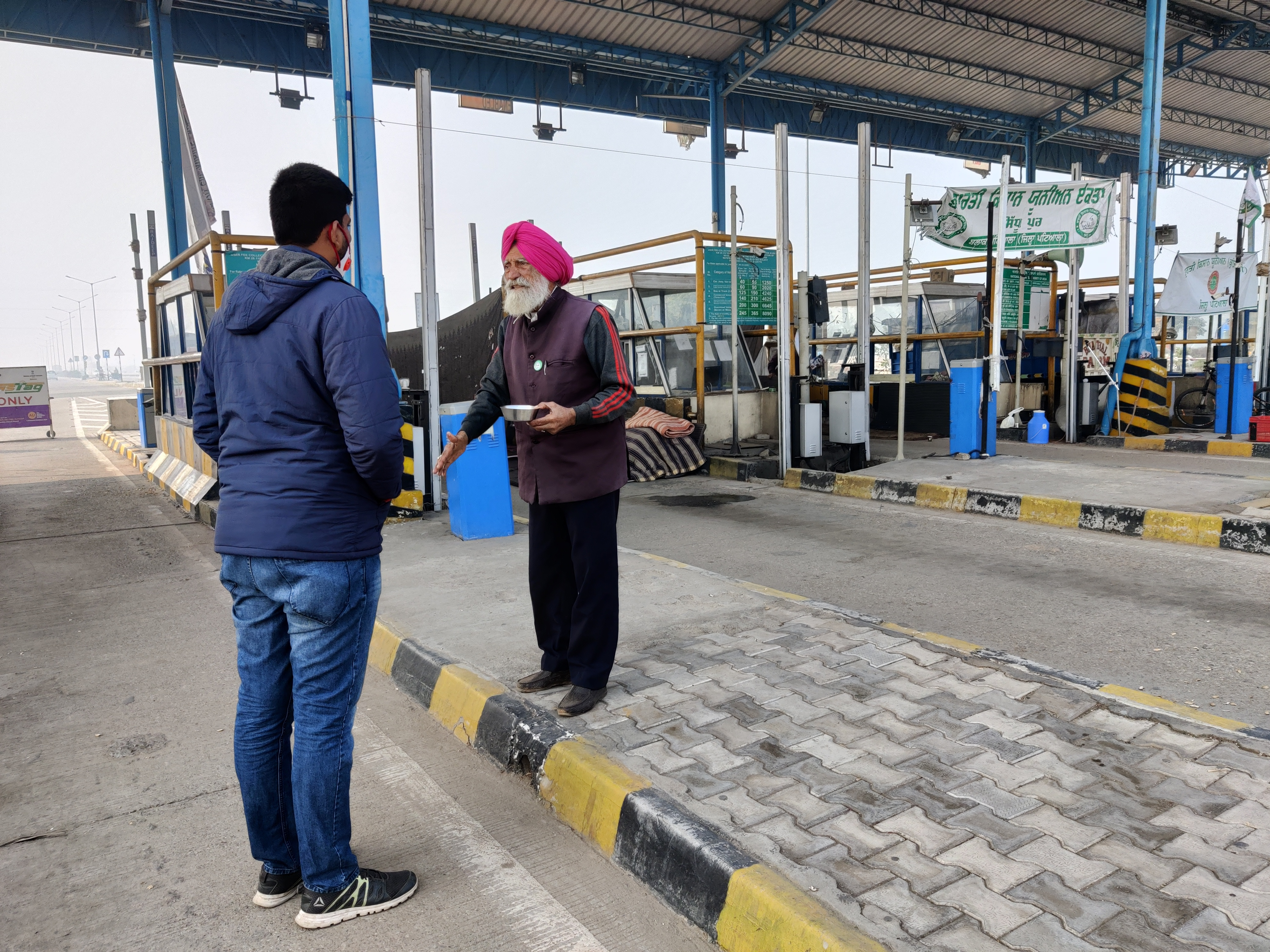
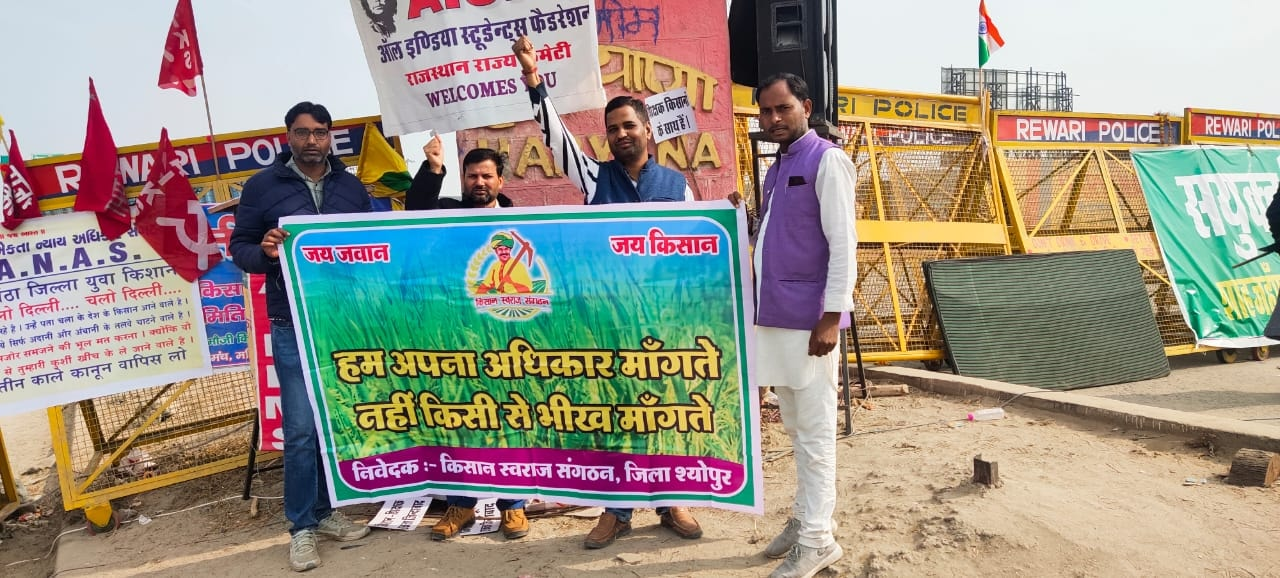